# Municipi de Belogradtxik
El municipi de Belogradtxik (búlgar: Община Белоградчик) és un municipi búlgar pertanyent a la província de Vidin, amb capital a la ciutat de Belogradtxik. Es troba al sud-oest de la província, a la frontera amb Sèrbia.
L'any 2011 tenia 6.602 habitants, el 79,35 % búlgars i el 20,08 % gitanos. Tres quartes parts de la població viuen a la capital municipal, Belogradtxik.

## Localitats
El municipi es compon de les següents localitats:
| Localitat    | Ciríl·lic   | Població(desembre de 2009) |
| ------------ | ----------- | -------------------------- |
| Belogradtxik | Белоградчик | 5334                       |
| Borovitsa    | Боровица    | 195                        |
| Chiflik      | Чифлик      | 128                        |
| Dabravka     | Дъбравка    | 77                         |
| Granitovo    | Гранитово   | 66                         |
| Granichak    | Граничак    | 19                         |
| Krachimir    | Крачимир    | 26                         |
| Oshane       | Ошане       | 71                         |
| Prauzhda     | Праужда     | 74                         |
| Prolaznitsa  | Пролазница  | 18                         |
| Rabisha      | Рабиша      | 312                        |
| Rayanovtsi   | Раяновци    | 144                        |
| Salash       | Салаш       | 217                        |
| Slivovnik    | Сливовник   | 26                         |
| Stakevtsi    | Стакевци    | 233                        |
| Struindol    | Струиндол   | 23                         |
| Veshtitsa    | Вещица      | 53                         |
| Varba        | Върба       | 29                         |
| Total        | 7045        |                            |